# Moravské markraběcí války

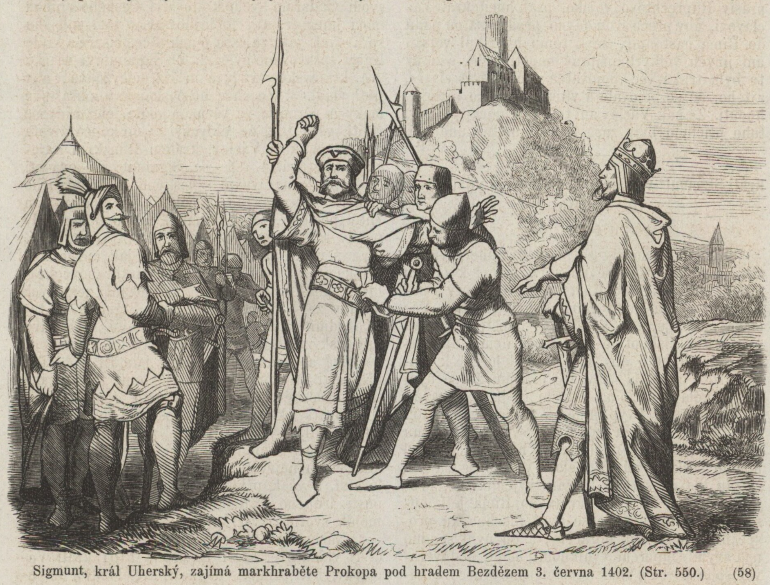
Prokop Lucemburský zajat bratrancem Zikmundem (Česko-moravská kronika, 1868)

Moravské markraběcí války bylo neklidné období bojů, šarvátek, loupežení a bezpráví, které se odehrávalo zejména na Moravě na přelomu 14. a 15. století.

## Situace koncem 14. století
Po smrti Karla IV. se začal postupně hroutit řád jak v zemích Koruny české, tak i v Říši. Na Moravě v té době vládli společně synové významného moravského markraběte Jana Jindřicha Lucemburského, bratři Jošt a Prokop Lucemburští. Ti se podíleli na společném úsilí lucemburské dynastie na získání polské a uherské koruny. Finančně podpořili svého bratrance Zikmunda Lucemburského v získání uherské koruny. O finanční pomoc svých moravských bratranců usiloval i český král Václav IV.
Po smrti Jana Soběslava se starší markrabě Jošt vyrovnal s Prokopem i o jeho majetek a vyplácel mu 400 kop grošů ročně. Po období poměrného klidu a spolupráce v letech osmdesátých však začal mocenský boj uvnitř lucemburské dynastie. Na straně jedné docházelo v prosazování cílů ke spolupráci Zikmunda a Jošta, na straně druhé Václav IV. hledal oporu u svého nejmladšího bratra Jana Zhořeleckého a bratrance – mladšího moravského markraběte Prokopa. Na Moravě skončila spolupráce obou moravských bratří a pro neplnění závazků z Joštovy strany (zejména vyplácení podílu ze zisku Braniborska) se rozhořela lokální válka.

## Průběh válek
Na stranu Jošta se postavila většina moravských pánů, kteří si však za to nechali zaplatit a bojovali fakticky jako žoldnéři. Prokop získal spojence zejména na severní Moravě a ve Slezsku. Boje byly střídány s neúspěšnými mírovými jednáními. Na Moravě začalo bezvládí, při kterém se mnozí šlechtici přeměnili v loupežné rytíře a přepadávali nejen hrady a vesnice svých protivníků, ale i vozy obchodníků. Brali také rukojmí, od jejichž příbuzných požadovali výkupné. Roku 1394 vznikla proti králi Václavovi IV. panská jednota, která krále zajala a uvěznila. Z vězení ho vysvobodil jeho bratr Jan Zhořelecký, na jejich stranu se přidal i Prokop. Ten se stal Václavovým hlavním spojencem i po záhadné smrti Jana Zhořeleckého. Po smrti olomouckého biskupa Mikuláše z Riesenburka v období sedisvakance pověřil král Václav IV. Prokopa správou tamních biskupských statků. Prokop nechal všechny biskupské hrady obsadit svou posádkou a ty se staly tak oporou krále Václava. Kapitula se bránila tím, že zábor biskupských statků oznámila papeži a ten uvalil na Prokopa a jeho příznivce, v jejichž čele stál známý válečník Jan Sokol z Lamberka, klatbu a exkomunikaci z církve v roce 1399. Boje mezi jednotlivými šlechtici pokračovaly, docházelo k vzájemnému ničení majetku, vypalování vesnic a žalob u zemských soudů v Brně či Olomouci, přičemž právo bylo v době bojů zcela nevymahatelné.
V březnu roku 1402 byl Zikmundem Lucemburským zajat znovu jeho bratr král Václav IV., v červnu byl společnou akcí Zikmunda a Jošta lstí z Bezdězu vylákán a poté zajat a uvězněn i Prokop. V tomtéž roce však došlo i k zásadnímu obratu v Joštově politice. Rozešel se se Zikmundem a naznačil mu, že sám uvažuje o vládě v Čechách. V zemích koruny české se postavil na stranu Václava IV. a navázal spojení s opozicí v Uhrách proti Zikmundovi. Ten se spojil s Albrechtem Rakouským a válka nabyla nových rozměrů. Roku 1403 však vypuklo v Uhrách povstání, a tak se Zikmundova a Albrechtova vojska stáhla z Moravy a účastnila se jeho potlačování. Koncem roku 1403 se podařilo králi Václavovi IV. uprchnout z vězení z Vídně a sesadit Zikmundem dosazenou vládu. 
K rozhodujícímu střetnutí došlo v létě roku 1404 při obléhání Znojma Zikmundovými a Albrechtovými vojsky. Město drželi Prokopovi hejtmani Jan Sokol z Lamberka a Hynek Suchý Čert z Kunštátu na Jevišovicích. Po dvou měsících bylo obležení rozpuštěno, protože Zikmund i Albrecht byli otráveni. Zatímco Zikmund Lucemburský se uzdravil, Albrecht IV. Rakouský zemřel. Markrabě Prokop byl propuštěn ze svého vězení v kartuziánském klášteře v Brně, ale zanedlouho, 4. září 1405, na následky vězeňských útrap zemřel.

## Dohra
Po smrti Prokopa se Jošt Lucemburský stal jediným pánem na Moravě a postupně se vyrovnal s bratranci Václavem IV. i Zikmundem Lucemburským. Koncem roku 1410 se stal nakrátko i římským králem, avšak v lednu roku 1411 zemřel. Jelikož zemřel stejně jako jeho bratr Prokop bez potomků, připadla Morava a titul markraběte českému králi Václavovi IV. Ten natrvalo spojil České království a Moravské markrabství osobou jednoho vládce. Potvrdil Moravanům jejich svobody a zemským hejtmanem jmenoval svého hofmistra Lacka z Kravař.